# ニャンザコエルス
ニャンザコエルス(Nyanzachoerus)は、イノシシ科テトラコノドン亜科の絶滅した属である。中新世から鮮新世にかけて、いくつかの種がアフリカに生息していた
。

## 概要
ブタの仲間では大きく、現生種よりも大きくなる。
オスは鼻口部に大きなこぶを持ち、頬骨は幅広である。牙は中程度の大きさである。これらの装飾は求愛行動に用いられていたと考えられている。

## 種
9つの種が記載されている。
- N. syrticus, Leonardi 1952
- N. leakey, Leakey 1958
- N. kanamensis, Leakey 1958
- N. devaux, Arambourg 1968
- N. jaegeri, Coppens 1971
- N. pattersoni, Cooke and Ewer 1972
- N. tulosus, Cooke and Ewer 1972
- N. plicatus, Cooke and Ewer 1972
- N. khinzir, Jean-Renaud Boisserie, Antoine Souron, Hassane Taisso Mackaye, Andossa Likius, Patrick Vignaud, Michel Brunet, 2014